# Peter Haber
Peter Alexander Haber, nacido el 12 de diciembre de 1952 en Estocolmo, es un actor sueco, famoso como la policía Martin Beck 1996–- en la serie Beck y como Rudolf, el padre de Sune, en Sunes jul y Sunes sommar. Está desde 1990 casado con la actriz Lena T. Hansson y tienen 2 hijos.

## Filmografía escogida
- 1990 - Fiendens fiende
- 1991 - Sunes jul (TV)
- 1992 - Jönssonligan och den svarta diamanten
- 1993 - Sunes sommar
- 1994 - Jönssonligans största kupp
- 1995 - Vita lögner (TV)
- 1997 - presente - Beck
- 1999 - Tomten är far till alla barnen
- 1999 - Vägen ut
- 2009 - Män som hatar kvinnor